# شجن
الشجن، حالة شعورية متنامية في النفس، يُحدث شيئًا من كل شيء وسط تفاعلات وتجاذبات من المشاعر المتداعية.

## في اللغة
المعنى المشهور للشَّجَن هو "الهم" و"الحزن"، وجمع الكلمة "شجون" وأشجان"، كما أن له معاني أخرى مثل "الغصن المشتبك" ولذلك يقال: "هذا حديث ذو شجون"، أي أنه حديث متفرع ومتشعب يستدعي بعضه بعضاً. والشجن أيضاً هو الحاجة الشاغلة، "شجنته أمور الدنيا" أي أهمته وشغلته ويُقال "شَجِن" بكسر الجيم أي "مهموم".

## في الغناء

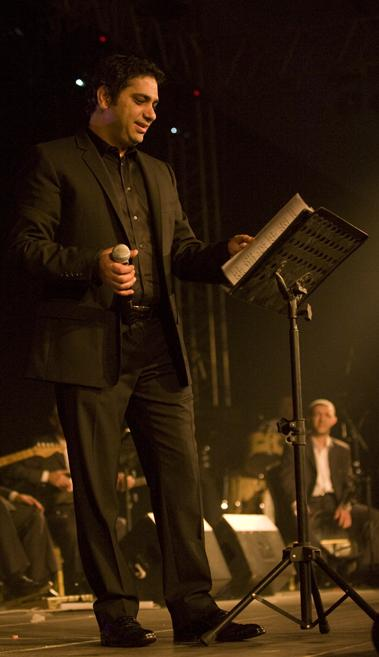
فضل شاكر

يتمثل في الأغاني المؤثرة والمحركة للعواطف، ومن رواد هذا اللون من الأغاني على الساحة الفنية المعاصرة، الفنان المعروف فضل شاكر والذي قال في إحدى لقائاته التلفزيونية «من غير الشجن في الأغاني ما يبقاش فن»، وتجلى هذا الشجن في إحدى أغنياته الأخيرة بعنوان «ليه الجرح» بعد عدوله عن قرار الاعتزال وعودته مجدداً إلى الساحة الفنية من خلال هذه الأغنية الحزينة.

## في العزف
يمكن العزف بالعديد من الآلات الموسيقية سواء كانت وترية أو هوائية أو حتى مفتاحية لإيصال إحساس الشجن، ولكن يرى المهتمون بالعزف أن أبرز آلتين في هذا الشأن هما الـعود والـناي. حتى صارت هاتين الآلتين مادة للشعراء في التعبير عن الحزن، حيث قال محمود درويش " الملقب بـشاعر الناي الحزين في قصيدته الموسومة بـ "تعاليم حورية":

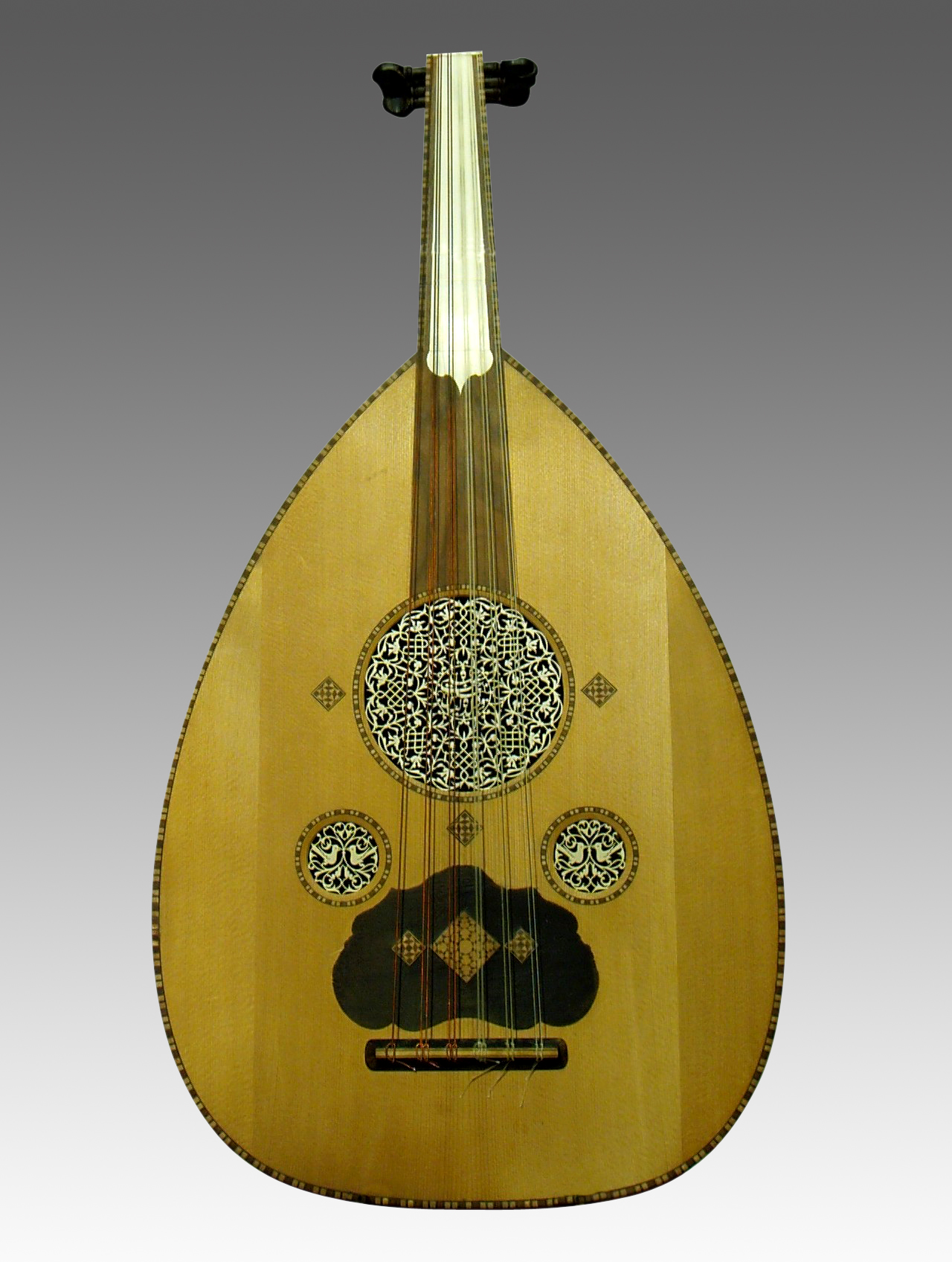
آلة العود

هي أُختُ هاجَرَ أُختُها من أُمِّها.
تبكي مع النايات مَوْتى لم يموتوا.

### أشهر رواد العزف الشجين بالعود في العالم العربي
- فريد الأطرش
- رياض السنباطي
- سيد مكاوي
- محمد عبد الوهاب
- عبادي الجوهر
- طلال مداح
- فيصل علوي
- عبد الله السالم
- يوسف المطرف
- رابح صقر
- عيسى الأحسائي
- بشير حمد شنان
- محمد عبده
- فهد بن سعيد
- نصير شمه
- سيمون شاهين
- محمد القصبجي
- سلامة العبد الله
- الشريف محي الدين
- أحمد فتحي
- الثلاثي جبران
- محمد حمود الحارثي
- خميس ترنان
- طاهر غرسة
- زياد غرسة
- عبد العزيز عبد الله
- مارسيل خليفة

## في الشعر العربي
لطالما كان الشعر العربي في جميع عصوره بَراحاً للتعبير عن الشجن. نسوق هنا بعض الأبيات التي وردت فيها كلمة شجن مع بيان الشاعر:
- لا تعرف النوم من شوق إلى شجن *** كأنما لا ترى الناس أشجانا...     - بشار بن برد - العصر العباسي
- وكم أرى طاويا كشحي على شجن *** ونار شوق لها في القلب تسعير... - الهبل - العصر الأندلسي
- فانضبي أنت حسبنا شجن العيش   *** وبلوى الحياة والأيام...     - نازك الملائكة - العصر الحديث
- ثم ترتاح من وحشة في العراء *** ومن شجن في الدماء...     - فاروق شوشة - العصر الحديث
- فانصرف عني حسيرأ خاسئاً *** شجني فيهم وللناس شجن...         - ابن الرومي -  العصر العباسي
- أروحُ وفي الحَلْـقِ منِّـي شَـجى ً *** وأغدو وفي القلبِ     مني شجن...    - الباخرزي - العصر العباسي
- حتى الحمام بلا شجو ولا شجن ***     في مهجتي حزن أطوي صحيفته... - جبران خليل جبران- العصر الحديث
- إليك أشكو تلافي في هواك أسى *** وما أكابد من شجو ومن شجن...      - الهبل - العصرالأندلسي